# Royaume de Viguera
Le royaume de Viguera (en basque : Viguerako Erresuma) était un petit royaume éphémère centré sur la ville de Viguera de 970 à 1005. Ce royaume est créé par García II Sanchez, roi de Navarre en faveur de l'aîné des fils de son second mariage, Ramire Garcés,qui devient le premier roi de Viguera. Le royaume occupait un territoire à peu près équivalent à la communauté autonome de La Rioja et redevient une partie du royaume de Navarre vers 1005.

## Histoire
En 918, les rois Ordoño II de León et Sanche Ier de Navarre envahissent Viguera pour en chasser la dynastie des Banu Qasi. Vers 923, la région est occupée et fortifiée. De 924 à 972, le territoire autour de Viguera est gouverné par Fortún Galíndez (en).
García II Sanchez, roi de Navarre transmit son royaume à Sanche II, son fils né d'un premier mariage. Sur l'insistance de sa seconde femme, Thérèse de León, García lègue Viguera au fils issu de son second mariage, Ramire Garcés. Après la mort de García, son fils Sanche II, roi de Navarre, reconnait les droits de son demi-frère sur Viguera. À Ramire succède en 991 son fils Sanche Ramirez. Le frère de Sanche, Garcia Ramirez, devient co-roi de Viguera avant de devenir seul roi à la mort de son frère vers 1002. Il ne laisse que des filles et disparaît après 1005, et le royaume de Viguera redevient une partie du royaume de Navarre.

## Liste des rois
- Ramire Garcés de 970 à 981.
- Sanche Ramirez de 981 à 1002.
- Garcia Ramirez de 1002 à 1005.

## Sources
- (en) Cet article est partiellement ou en totalité issu de l’article de Wikipédia en anglais intitulé « Kingdom of Viguera » (voir la liste des auteurs).
- (es) Alberto Cañada Juste, « Un milenario navarro: Ramiro Garcés, rey de Viguera », Princípe de Viana, no 42,‎ 1982, p. 21–37 (lire en ligne).
- (es) Antonio Ubieto Arteta, « Monarcas navarros olvidados: los reyes de Viguera », Hispania, no X,‎ 1950, p. 8–25.